# Ради Лесли
«Ради Лесли» (англ. To Leslie, более точный перевод — «За Лесли») — американский малобюджетный инди-фильм, режиссёрский дебют Майкла Морриса с Андреа Райсборо в главной роли. Картина вышла на экраны в 2022 году и была очень доброжелательно встречена критиками. Райсборо за роль Лесли номинировали на «Оскар» в категории «Лучшая актриса».

## Сюжет
Главная героиня фильма — Лесли, мать-одиночка из Техаса. Она выигрывает большую сумму в лотерею, но все деньги растранжиривает. Спустя шесть лет Лесли снова оказывается в родном городе. У неё проблемы с алкоголем, ей негде жить, она не может найти общий язык с единственным сыном.

## В ролях
- Андреа Райсборо — Лесли
- Эллисон Дженни — Нэнси
- Марк Марон — Суини
- Оуэн Тиг — Джеймс
- Стивен Рут

## Производство
Проект был анонсирован в июле 2019 года. С самого начала было известно, что фильм по сценарию Райана Бинако режиссирует Майкл Моррис и что главную роль сыграет Андреа Райсборо. В июне 2020 года к касту присоединились Эллисон Дженни и Джон Хоукс, в декабре 2020 — Марк Марон и Стивен Рут, причём Марон заменил Хоукса.

## Премьера и восприятие
Фестивальная премьера фильма состоялась 12 марта 2022 года. 7 октября того же года картина вышла в прокат. Она была встречена с большой симпатией многими известными актёрами, которые хвалили режиссуру Морриса и игру Райсборо в социальных сетях во время голосования за номинантов на «Оскар» (январь 2023). В числе этих актёров Гвинет Пэлтроу, Шарлиз Терон, Эми Адамс, Эдвард Нортон.
Райсборо за роль Лесли была номинирована на «Оскар» в категории «Лучшая актриса».